# Остел (Џорџија)
Остел (енгл. Austell) град је у америчкој савезној држави Џорџија. По попису становништва из 2010. у њему је живело 6.581 становника.

## Демографија
Према попису становништва из 2010. у граду је живело 6.581 становника, што је 1.222 (22,8%) становника више него 2000. године.
| Група             | 2000.         | 2010.         |
| Белци             | 3.314 (61,8%) | 1.932 (29,4%) |
| Афроамериканци    | 1.317 (24,6%) | 3.648 (55,4%) |
| Азијати           | 48 (0,9%)     | 100 (1,5%)    |
| Хиспаноамериканци | 593 (11,1%)   | 782 (11,9%)   |
| Укупно            | 5.359         | 6.581         |